# Niżna Łąka

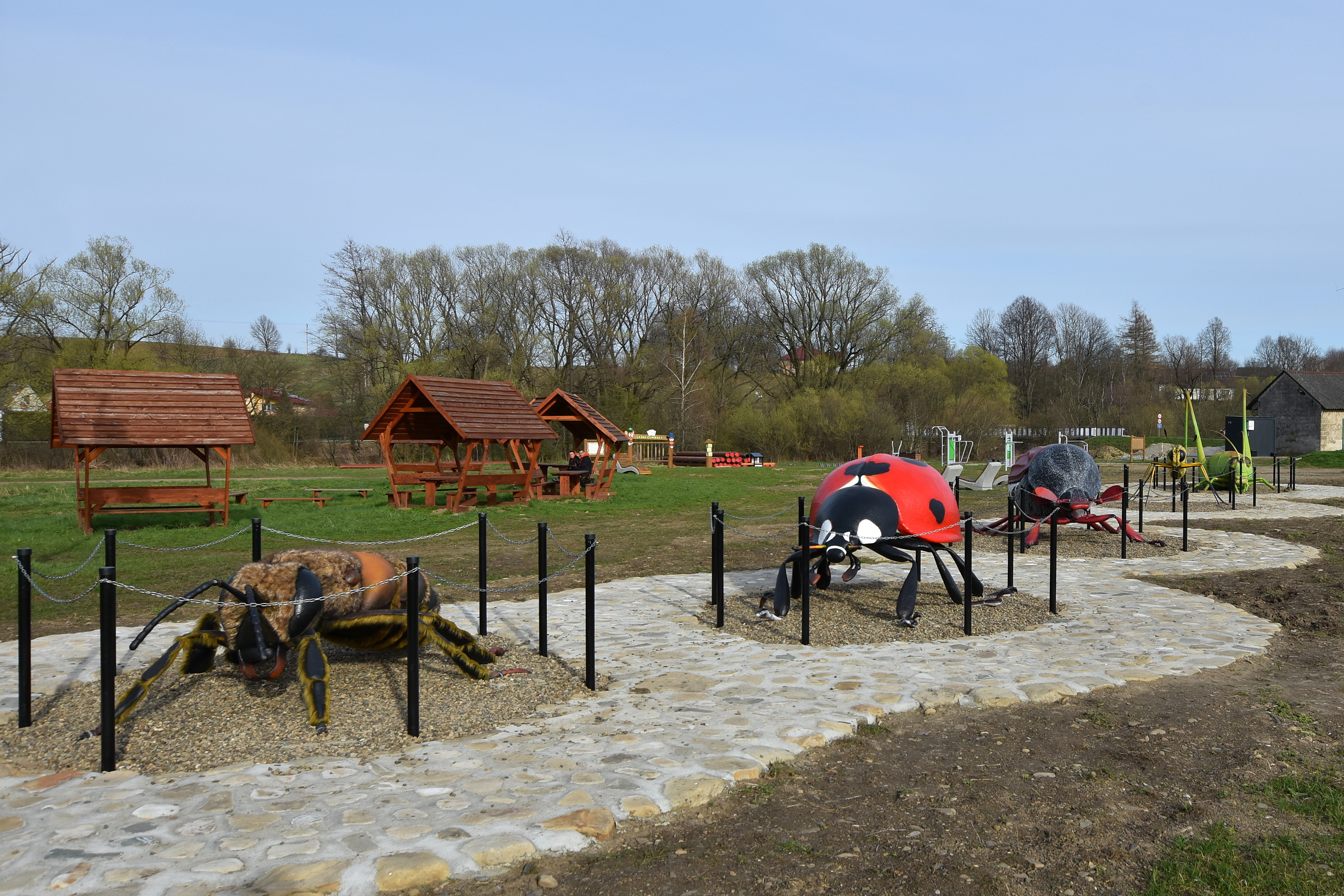
Ścieżka spacerowo-przyrodnicza nad Jasiołką

Niżna Łąka – wieś w Polsce położona w województwie podkarpackim, w powiecie krośnieńskim, w gminie Miejsce Piastowe. Leży około 8 km (5 mil) na południe od Krosna. Na południe od wsi wznosi się Rogowska Góra i Grodzisko
| SIMC    | Nazwa      | Rodzaj    |
| ------- | ---------- | --------- |
| 0356620 | Bajoro     | część wsi |
| 0356636 | Dół        | część wsi |
| 0356642 | Góra       | część wsi |
| 0356659 | Kamieńce   | część wsi |
| 0356665 | Murowaniec | część wsi |

Wieś duchowna, własność opactwa cystersów koprzywnickich położona była w drugiej połowie XVI wieku w powiecie bieckim województwa krakowskiego. W latach 1975–1998 miejscowość administracyjnie należała do województwa krośnieńskiego.
Niżna Łąka ok. 1227 jak i pobliskie grodzisko Wietrzno należała do opactwa cystersów z Koprzywnicy. W wieku XV miejscowość należała do Mikołaja i Ściwbora synów Mikołaja z Wrocanki.
W 1474 i w 1657 została znacznie zniszczona przez Węgrów i w czasie potopu przez Szwedów. Miejscowość nawiedzały częste powodzie i epidemie np. cholery w 1831.
W wieku XIX, po kasacie przez Austriaków dóbr klasztornych cystersów, Niżna Łąka została zakupiona wraz z sąsiednią Bóbrką przez Karola Klobassę. W grudniu 1914 toczyły się tu walki cofających się wojsk austro – węgierskich z rotą rosyjskich kozaków, a 8 maja 1915 roku cofające się wojska rosyjskie stawiały tutaj krótki opór.
W Niżnej Łące urodził w 1891 Marian Sroczyński, major Wojska Polskiego.